# Konstantin Biebl
Konstantin Biebl (Slavětín, 26 de fevereiro de 1898 — Praga, 12 de novembro de 1951) foi um escritor, poeta e colaborador do cinema checo
 que integrou a partir de 1921 a corrente expressionista Literární skupina na cidade de Brno e, a partir de 1924 o grupo Devětsil, ou já em 1923, conforme o Mestre em Lingüística e doutor em Semiótica e Lingüística Geral pela Universidade de São Paulo, o professor Aleksandar Jovanovic . 

## Vida
Lutou na Primeira Guerra Mundial, tendo combatido na Galiza. Em 1934 se torna um dos fundadores do grupo surrealista checo e protesta publicamente em 1938 pela forma como o grupo liderado por Vítěslav Nezval foi dissolvido. 
Durante e depois a Segunda Guerra Mundial trabalhou com atividades envolvendo o cinema e também como funcionário público em um ministério.
Sofrendo de pancreatite e de depressão por motivos políticos relacionados à desconfiança contra os poetas de vanguarda do período anterior à Segunda Guerra Mundial, apontada também como de causas hereditárias, suicidou-se, conforme o estatal Instituto para Literatura Checa da República Checa (Ústavu pro českou literaturu AV ČR').

## Poesia

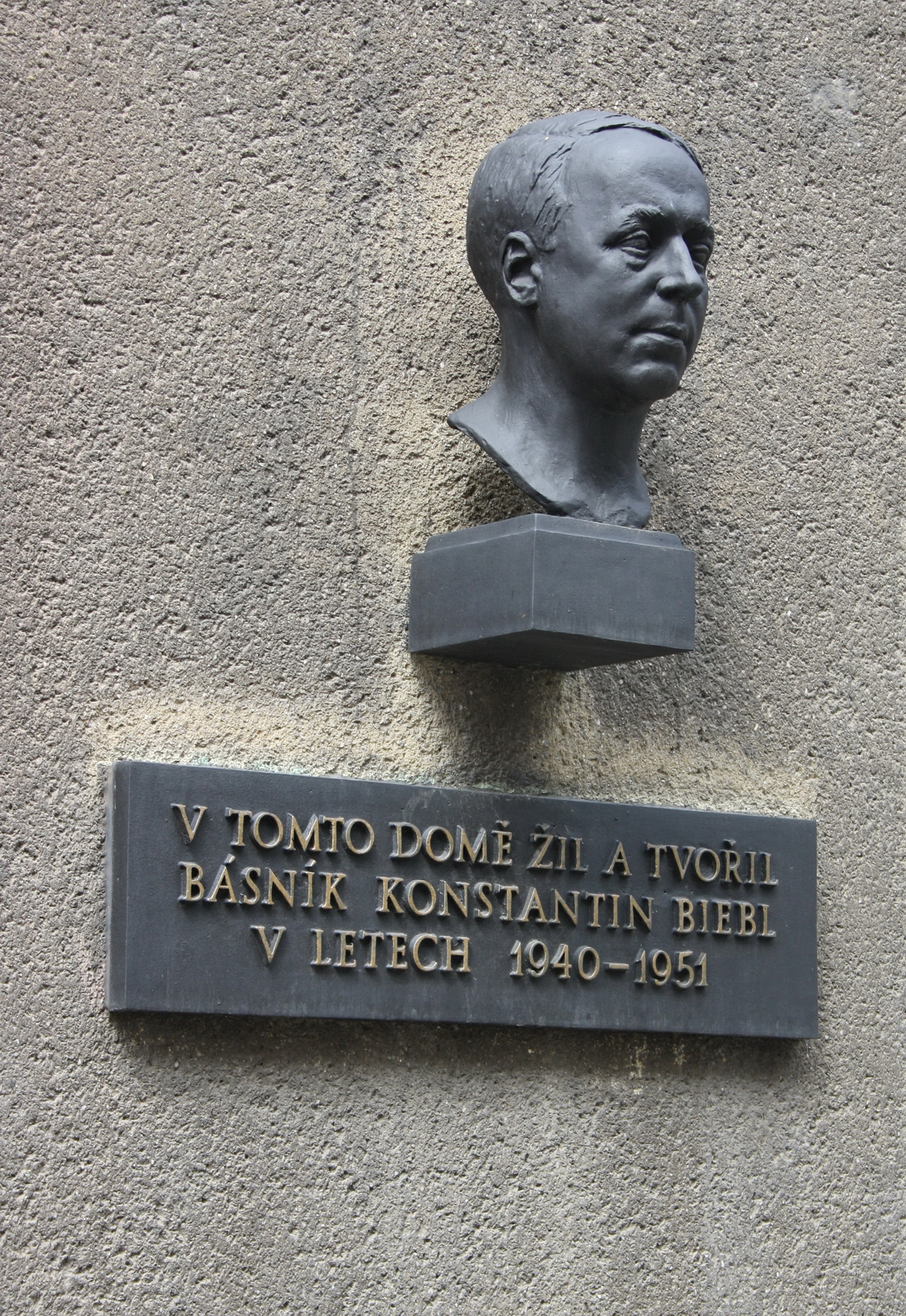
Placa em homenagem a Konstantin Biebl em Praga.

É citado por Aleksandar Javanovic como o maior dos surrealistas checos, ao lado de Vítěslav Nezval.
Autor inicialmente de uma poesia meramente proletária e logo influenciado pelo poeta Jiri Wolker, evoluirá, a partir de 1923, quando o grupo Devetsil passa a defender uma "nova poética", que seria a própria inexistência desta, relacionada ao chamado "poetismo", criado por Nezval e Karel Teige, para o Surrealismo, retornando às anteriores conquistas das vanguardas.
Em 1951 ainda, ano de sua morte, lança uma antologia de poema feitos entre 1940 e 1950. Sem perder as convicções comunistas, além de combater o Nazismo e o Imperialismo e ser defensor da paz, criou versos satíricos, manifestos e panfletos, nos quais defendeu a autonomia da poesia contra os padrões dogmáticos postulados pela crítica contemporânea sua e contra as políticas culturais de seu país. 
As características desta coletânea foram consideradas a base da proposta criativa de Biebl e atraíram a atenção de poetas iniciantes como Miroslav Florian, Milan Kundera e Karel Šiktanc ..

## Obras de poesia e ficção em geral, em forma resumida
- Cesta k lidem (1923, com A. Rážem) - Caminho para o povo, poesia, contendo 13 poemas de Biebl;
- Věrný hlas (1924/1925) - Fiel voz, histórias curtas;
- Zlom (1925) - Ruptura, histórias curtas;
- Zloděj z Bagdadu (1925) - Ladrão de Bagdá, poesia.
- Zlatými řetězy (1926) - Cadeias de ouro;
- Modré stíny (1926) - Sombras azuis, poesia;
- S lodí jež dováží čaj a kávu (1927, incluindo versos de Modré stíny) - O navio que importou chá e café, poesia;
- Nový Ikaros (1929)- Novo Ícaro, poesia;
- Nebe peklo ráj (1930/1931) - Céu inferno paraíso, poesia;
- Plancius (P 1931);
- Zrcadlo noci (1939) - Espelho da noite, poesia;
- SKN – Na paměť národního umělce soudruha St. K. Neumanna (1947, edição do autor) - SKN - Em memória do artista nacional,  camarada St. K. Neumanna;
- Bez obav (1951) - Não se preocupe, antologia de poemas de 1940 a 1950;
- Cesta na Jávu (1958) - Caminho para Java;
- Hvězda (1961) - Estrela.